# Shérif, fais-moi peur : Le Retour de General Lee
Shérif, fais-moi peur : Le Retour de General Lee (en anglais, The Dukes of Hazzard : Return of the General Lee) est un jeu vidéo de course développé par Ratbag Games et édité par Ubisoft. Il est sorti en 2004 pour les consoles PlayStation 2 et Xbox. Le jeu est basé sur la série télévisée Shérif, fais-moi peur et est sorti en même temps que le film Shérif, fais-moi peur.
C'est le dernier titre développé par Ratbag Games avant leur acquisition par Midway Games le 4 août 2005 et leur fermeture le 15 décembre de la même année.

## Réception
La version PlayStation 2 a reçu des critiques « mitigées », tandis que la version Xbox a reçu des « critiques généralement défavorables », selon l'agrégateur de critiques de jeux vidéo Metacritic.